# Тихоголос чорноголовий
Тихоголос чорноголовий (Arremon atricapillus) — вид горобцеподібних птахів родини Passerellidae. Мешкає в Панамі та Колумбії.

## Таксономія
Чорноголовий тихоголос раніше вважався підвидом строкатоголового заросляка (A. torquatus), однак в 2010 році був визнаний Південноамериканський класифікаціний комітет окремим видом, разом з низкою інших підвидів Arremon torquatus.

### Підвиди
Виділяють два підвиди:
- A. a. atricapillus (Lawrence, 1874) — північна Колумбія;
- A. a. tacarcunae (Chapman, 1923) — південна Панама.

## Поширення і екологія
Чорноголовий тихоголос мешкає на узліссях і в підліску тропічних гірських вологих лісів південної Панами і північної Колумбії. Живе на висоті до 3300 м над рівнем моря..